# Honorati
Gli Honorati sono una delle famiglie nobili marchigiane più importanti, detentrice di numerose e illustri cariche nella Respublica Æsina e nello Stato Pontificio, divenendo una delle più facoltose della città di Jesi e della provincia.

## Storia

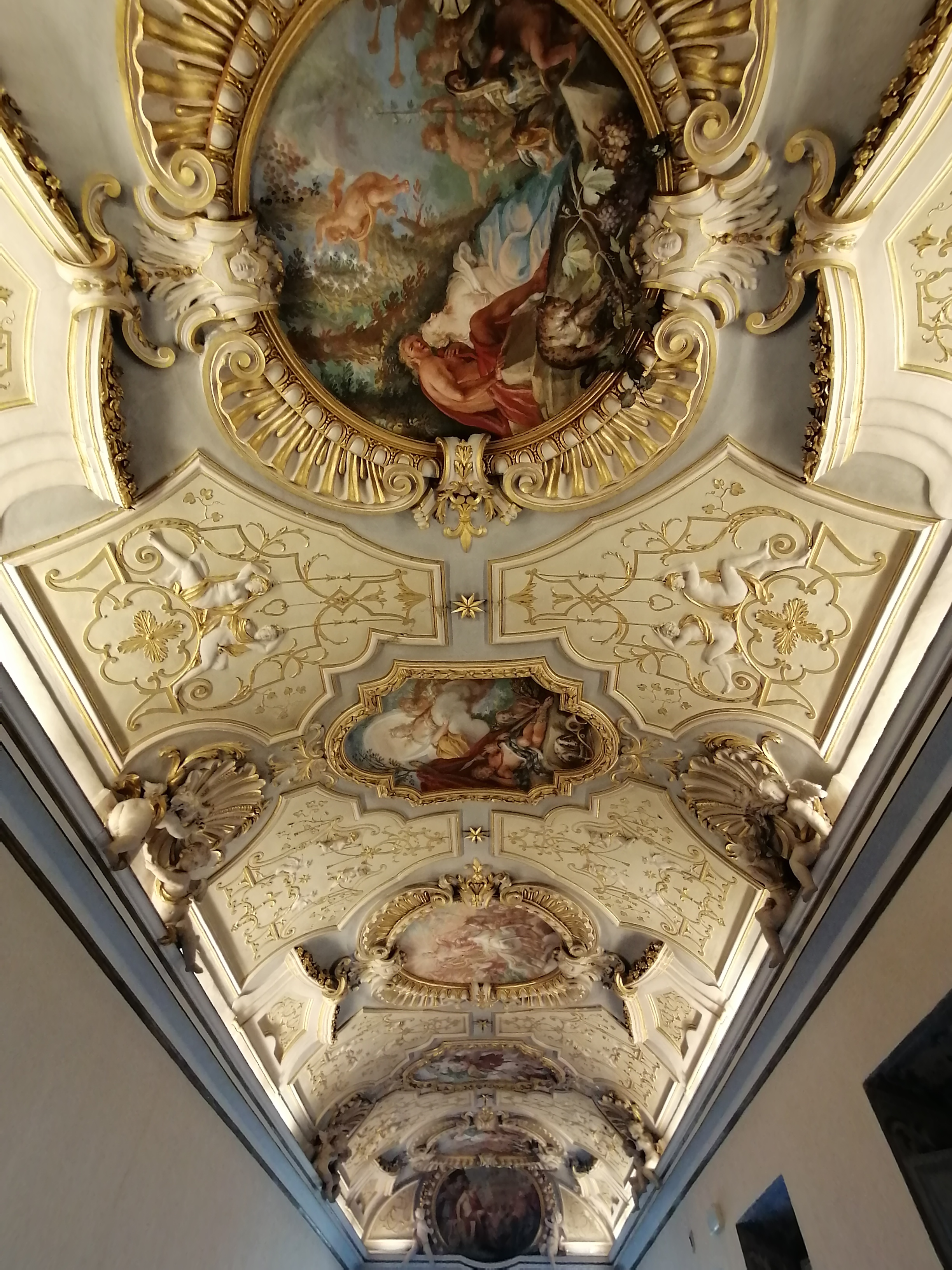
Palazzo Honorati-Carotti: Galleria del Carro del Sole e dell'Amore, Torreggiani, 1753.

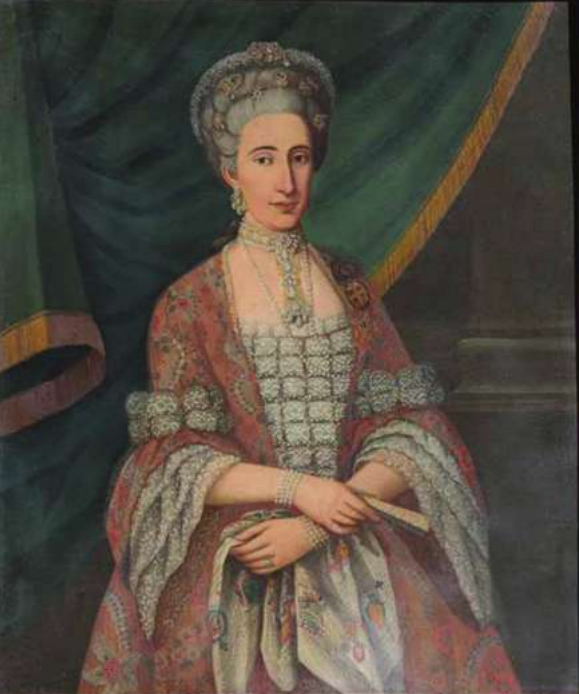
La marchesa Marianna Cima-Honorati, figlia del conte Galeazzo Cima di Rimini e moglie di Giuseppe Honorati.

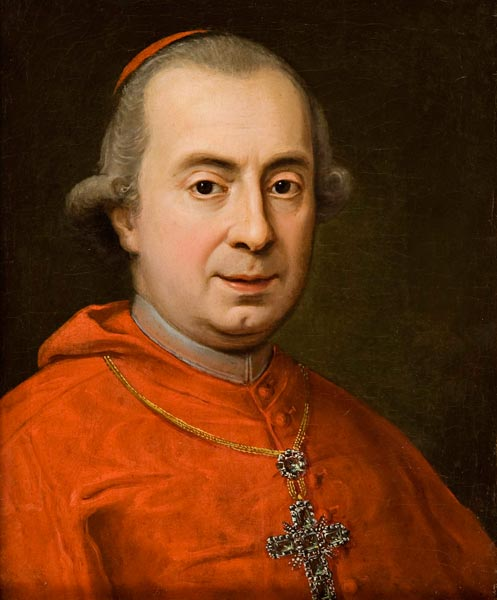
Il cardinale Bernardino Honorati.

Di antica origine lombarda, la famiglia si trasferì verso la metà del XVI secolo da Bracchio, verso il Lago Maggiore nei Castelli di Jesi, precisamente a Serra de' Conti.
Testimoniata un'agiatezza di vita e costumi, attenti matrimoni le permisero di integrarsi all'oligarchia locale e con Bernardino di Giovanni, di espandere le sue proprietà anche dentro le mura di Jesi. Nel 1591 Lorenzo Honorati (1547-1617) è medico presso il duca di Urbino che in seguito, vista la sede vacante di Jesi, si stabilisce in città. Nel 1609 venne aggregato alla nobiltà locale e nel 1613 venne nominato Priore.
L'ascesa della famiglia non ha arresto per tutto il XVII secolo e quello successivo, tanto che diventeranno la terza famiglia più facoltosa della provincia. Bernardino di Lorenzo (1585-1629) è capostipite del ramo cadetto. Adriano di Lorenzo (1586-1649), capostipite del secondo ramo, risulta Tesoriere generale della Marca d'Ancona verso il 1630 almeno fino al 1644. 
Nel 1633, con la morte senza eredi della contessa Margherita Gabrielli, vedova e usufruttuaria del conte Francesco Amici († 1629), gli Honorati ne acquisiscono l'ingente eredità fra cui il Palazzo Amici.
Nel 1636 Onorato Honorati (1596-1683) viene nominato da papa Urbano VIII primo vescovo della nuova diocesi di Urbania e Sant'Angelo in Vado. Bernardino (1653-1716) dà il via alla costruzione del palazzo di Via Posterma e risulta terzo contribuente di Jesi.
Nel 1648, con il matrimonio fra Giuseppe e la contessa Margherita Nobili, gli Honorati acquisiscono in dote il palazzo Nobili, fra via delle Terme e via Posterma.
Il 31 agosto 1673 Onorato di Adriano viene insignito dal re Michele I di Polonia del titolo ereditario di Marchese dell'Aquila Bianca.
Lorenzo di Giuseppe venne nominato Cavaliere dell'Ordine di Santo Stefano papa e martire nel 1750; Bernardino Honorati venne creato cardinale il 23 giugno 1777 da papa Pio VI e il 28 luglio dello stesso anno ricevette il titolo dei Santi Marcellino e Pietro e fu nominato arcivescovo, titolo personale, di Senigallia. Lì diede la cresima al futuro papa Pio IX, il 9 giugno 1799. Nella seconda metà del '700 Antonio Maria risulta secondo contribuente della città possidente un patrimonio grandioso. Nel giugno 1825 Onorato Honorati (1800-1856) sposa Giovanna, figlia di Luciano Bonaparte e nipote di Napoleone, grazie ai amichevoli rapporti che il cardinal Bernardino aveva con il card. Joseph Fesch, affine dei Bonaparte. 
È l'apogeo della famiglia.
Con le generazioni successive, gli Honorati perderanno man mano prestigio e potere.
Col marchese Giuseppe Erasmo, che non ha avuto eredi maschi, si estingue il ramo cadetto degli Honorati, quello discendente da Bernardino. Infatti, rimasto vedovo della principessa Marianna Bentivoglio d’Aragona dei grandi di Spagna di Venezia, aveva sposato in seconde nozze Angela Rangoni, dalla quale aveva avuto due figlie: Anna (1801-62, senza eredi), una delle fondatrici della Cassa di Risparmio di Jesi nel 1844; e Carolina (1802-1840). Quest'ultima sposò nel 1825 il marchese Luigi Trionfi di Ancona, cedendo tutte le proprietà, a condizione di conservare il cognome Honorati. Ebbe così inizio il ramo Trionfi-Honorati.
Il secondo ramo, discendente da Adriano di Lorenzo, tesoriere della Marca, è tuttora esistente e si ricordano Ignazio, gonfaloniere di Jesi nel 1824; Tito, presidente della Cassa di Risparmio di Jesi dal 1903 al 1924;  Giambattista, presidente della Cassa di Risparmio di Jesi dal 1925 al 1942; Nicola (1880-1959), croce di guerra al merito e cavaliere della Corona d’Italia, ricoprì cariche pubbliche sia a Jesi che nell’amministrazione provinciale, Ranieri (1884-1917), sottotenete dall'Accademia di Modena, medaglia di bronzo al valor militare per la guerra di Libia, e d'argento per la Prima guerra mondiale (Monte Fontanel).

## Esponenti della casata
- Lorenzo Honorati (1547-1617), medico presso il Duca d'Urbino
- Adriano di Lorenzo Honorati (1586-1649), Tesoriere generale della Marca d'Ancona
- Onorato Honorati (1596-1683), Vescovo di Urbania
- Bernardino Honorati (1724-1807), Cardinale, Arcivescovo e Segretario della Congregazione dei Vescovi e Regolari
- Anna Honorati (1801-62), una delle fondatrici della Cassa di Risparmio di Jesi nel 1844
- Carolina Honorati e Carolina (1802-1840), ultima discendente del ramo cadetto
- Tito Honorati, presidente della Cassa di Risparmio di Jesi (1903-24)
- Giambattista Honorati, presidente della Cassa di Risparmio di Jesi (1925-42)
- Ranieri (1884-1917), medaglia di bronzo al valor militare e d'argento

## Stemma

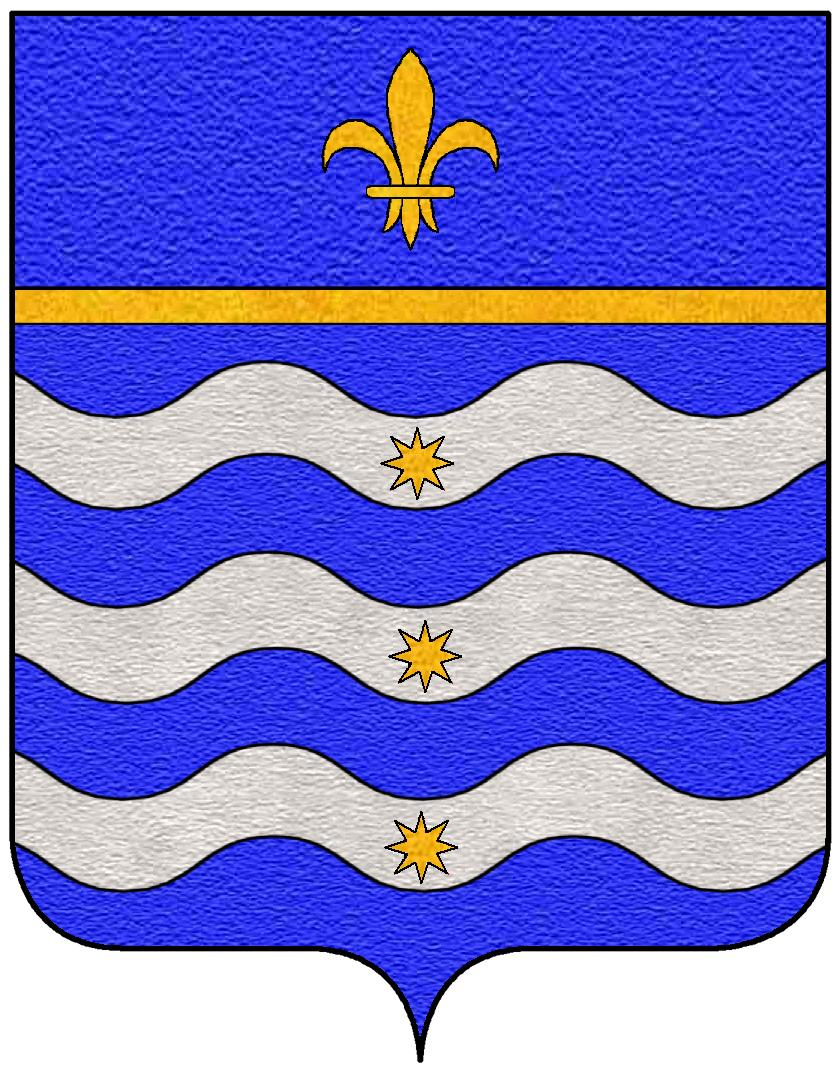
Blasone dei Colocci

La blasonatura descrive così lo stemma degli Honorati: Di azzurro a tre fasce ondate di argento col capo di azzurro sostenute da una riga d'oro e caricate di un giglio e da tre stelle a 8 raggi, il tutto d'oro.

## Luoghi e Architetture
Durante i secoli, i marchesi Honorati acquisirono e accumularono diverse proprietà, sia per acquisti che per acquisizioni matrimoniali o ereditarie:
Palazzi
- Palazzo Honorati-Carotti, XVIII secolo, Via Posterma, Jesi
- Palazzo Amici-Honorati, XVI-XVII secolo, Piazza Federico II, Jesi
- Palazzo Nobili-Honorati, XV secolo, Via delle Terme 4, Jesi
- Palazzo Rocchi-Honorati, XVI-XVIII secolo, Via delle Terme 6, Jesi
- Palazzo Honorati-Frontini, XVIII secolo, Via delle Terme 8, Jesi
- Palazzo Honorati-Battaglia, XVIII secolo, Via Federico Conti 3, Jesi
- Palazzo Honorati, Corso Matteotti 26, XVIII-XIX sec., Jesi
- Palazzo Honorati-Franchetti, Corso Matteotti 31, XVIII secolo, Jesi

Ville
- Villa Piano Ameno, XVIII-XIX secolo, Via Coppetella, Jesi
- Villa Aja Murata, 1754, acquistata dai marchesi Colocci nel 1950, Via Coppetella, Jesi
- Villa Honorati, XIX secolo, Via Piandelmedico, Jesi
- Villa Honorati, Via Acquaticcio, Jesi

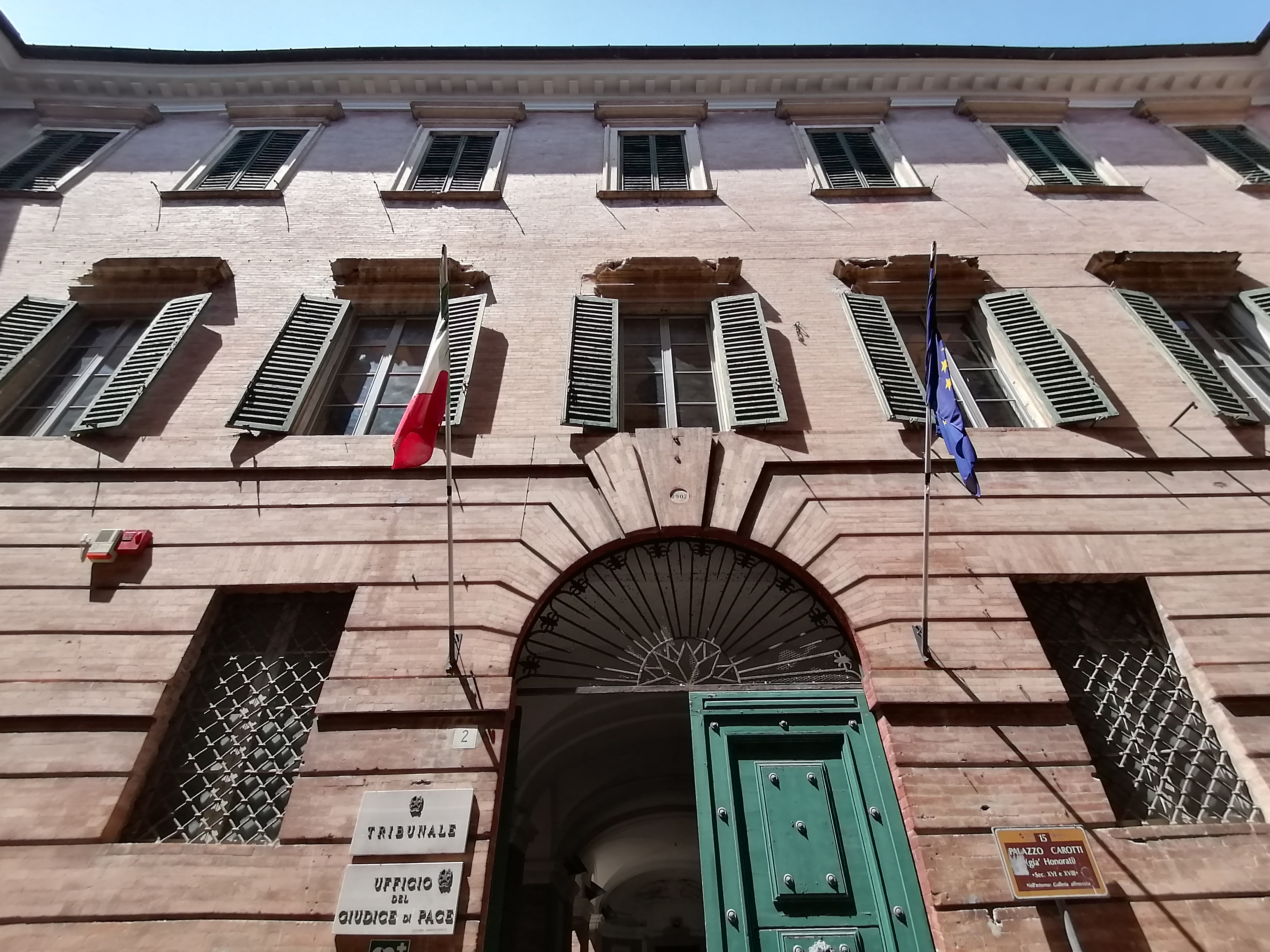
Facciata di Palazzo Honorati-Carotti
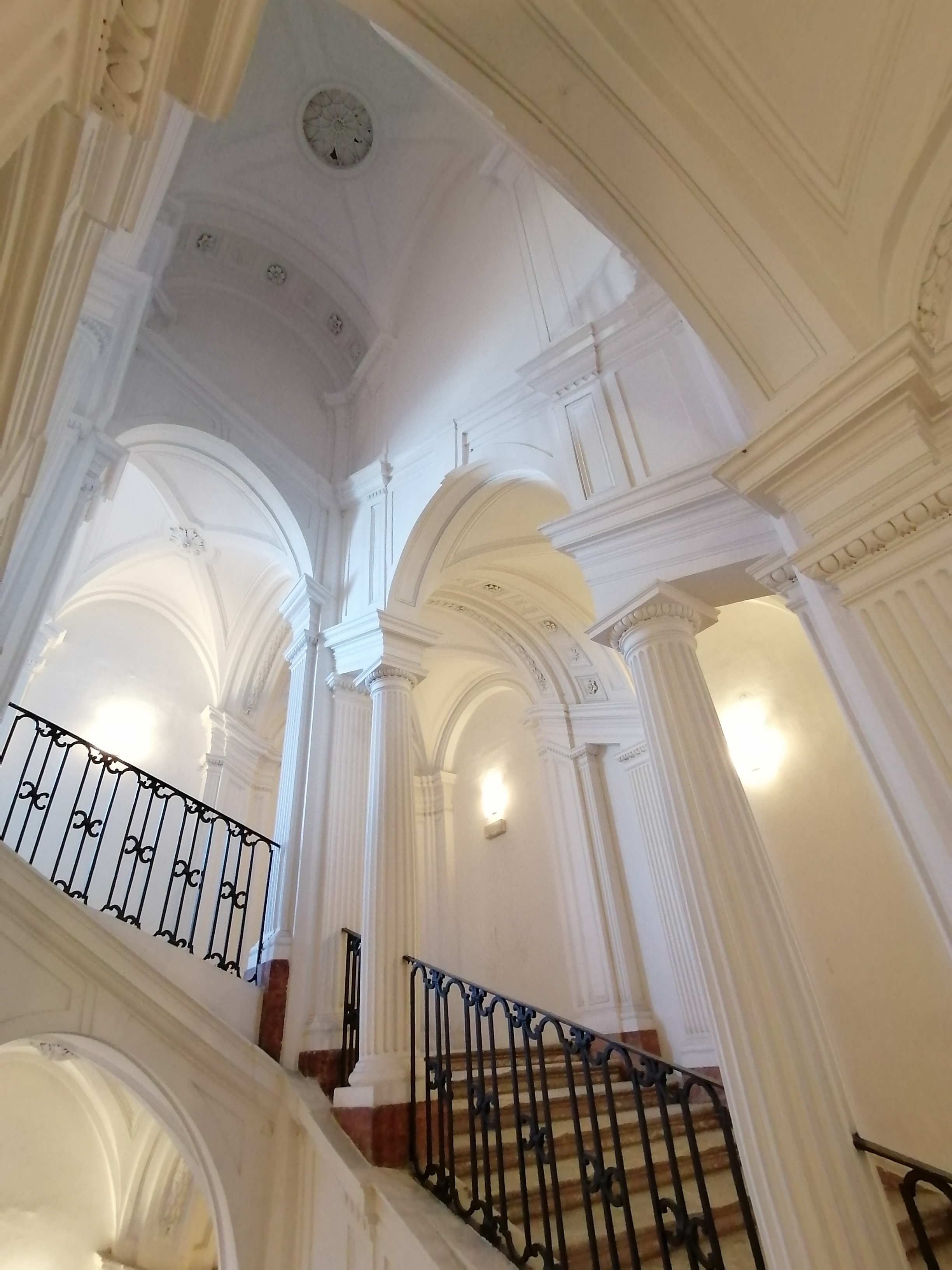
Scalone settecentesco di Palazzo Honorati-Carotti
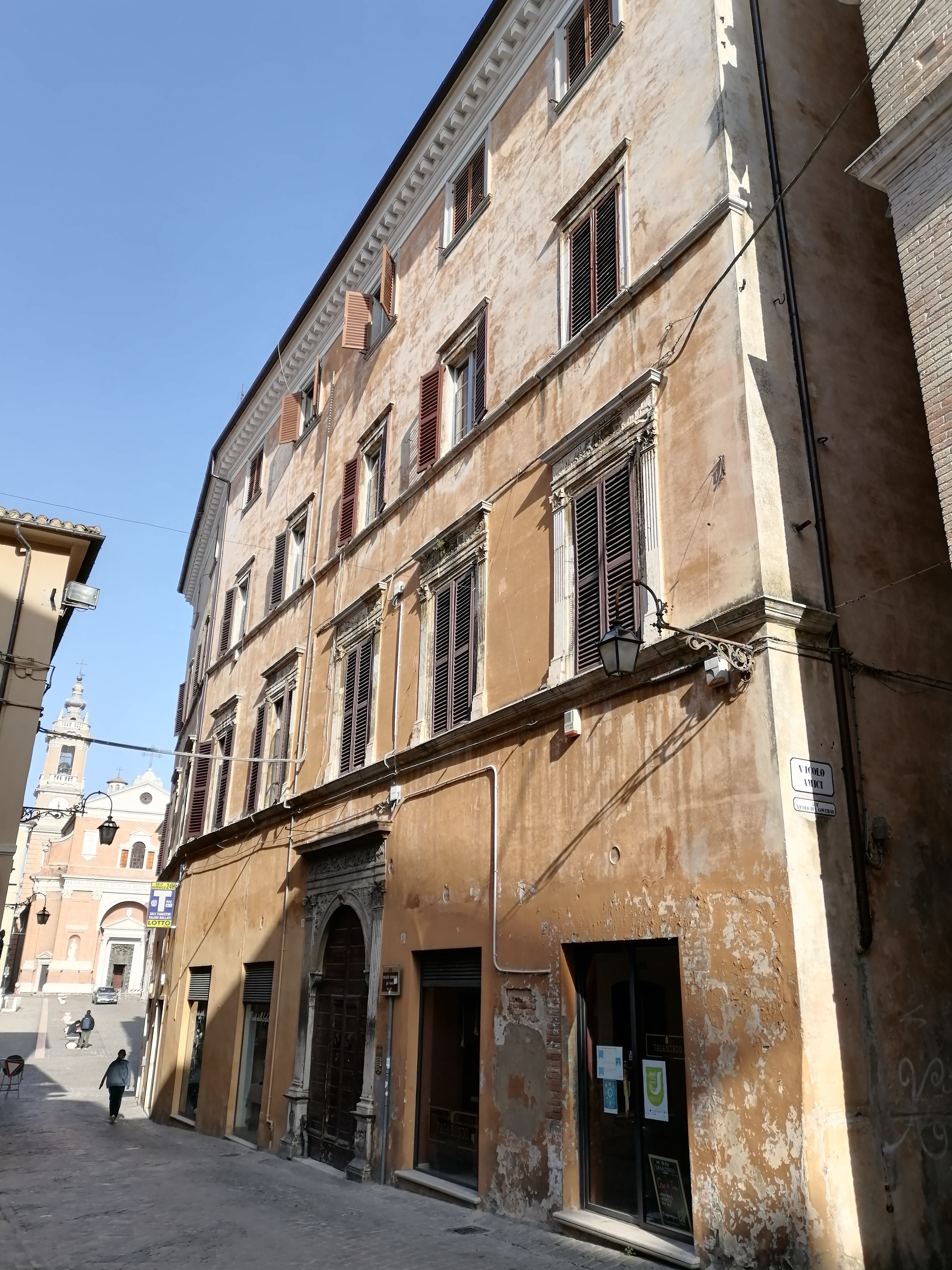
Palazzo Amici-Honorati
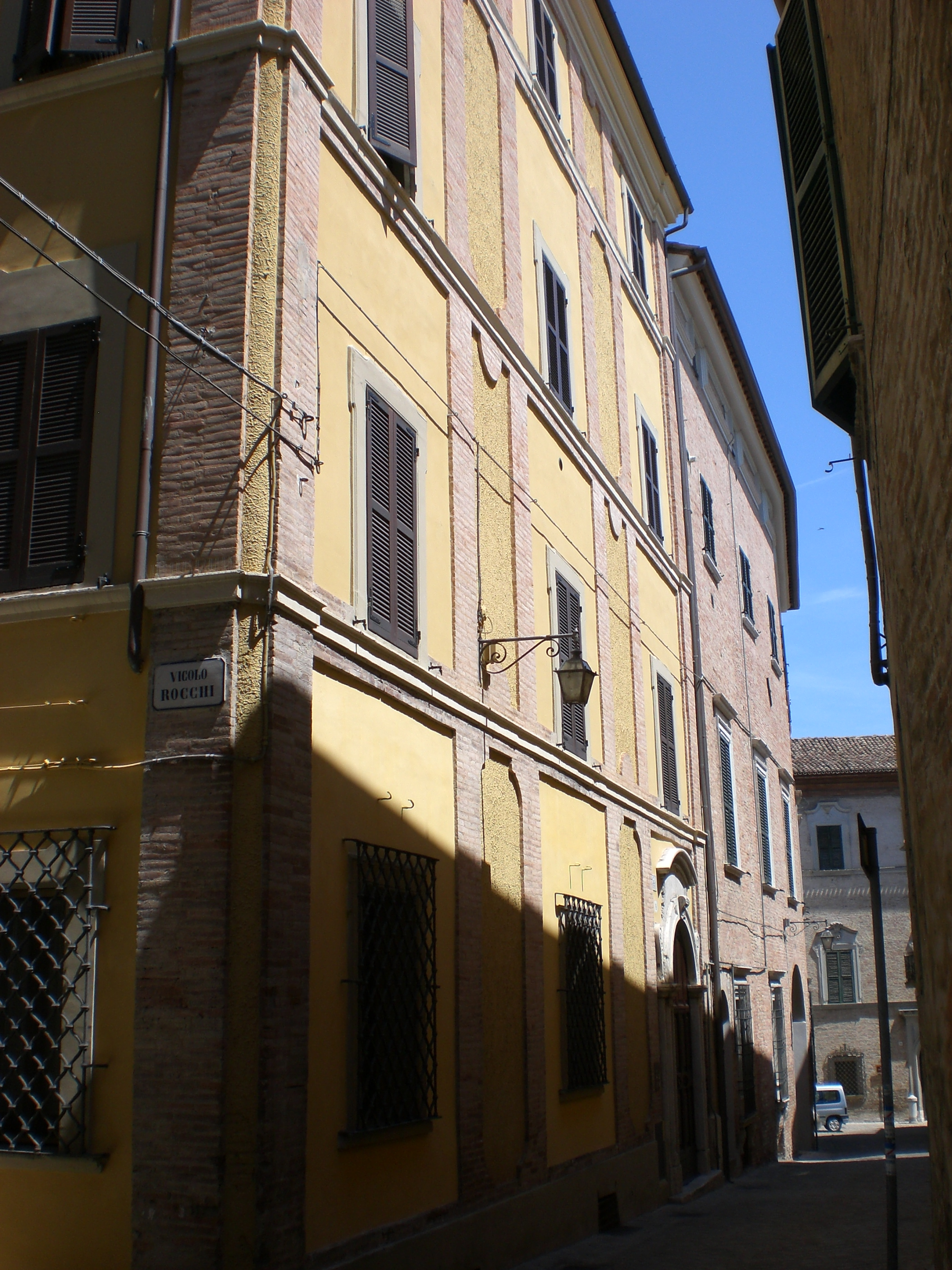
Palazzo Honorati-Frontini, XVIII secolo
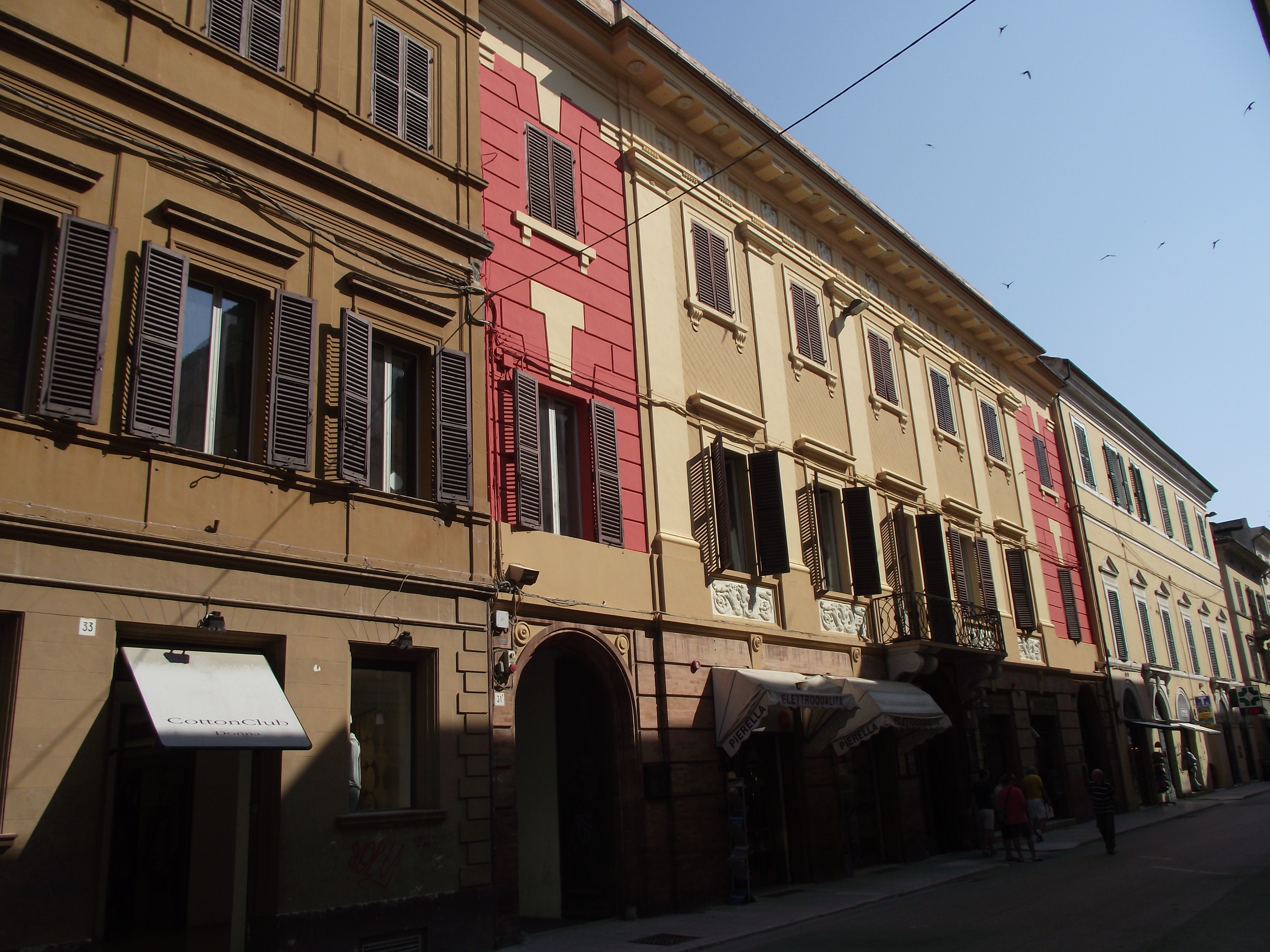
Palazzo Franchetti-Honorati in Corso Matteotti
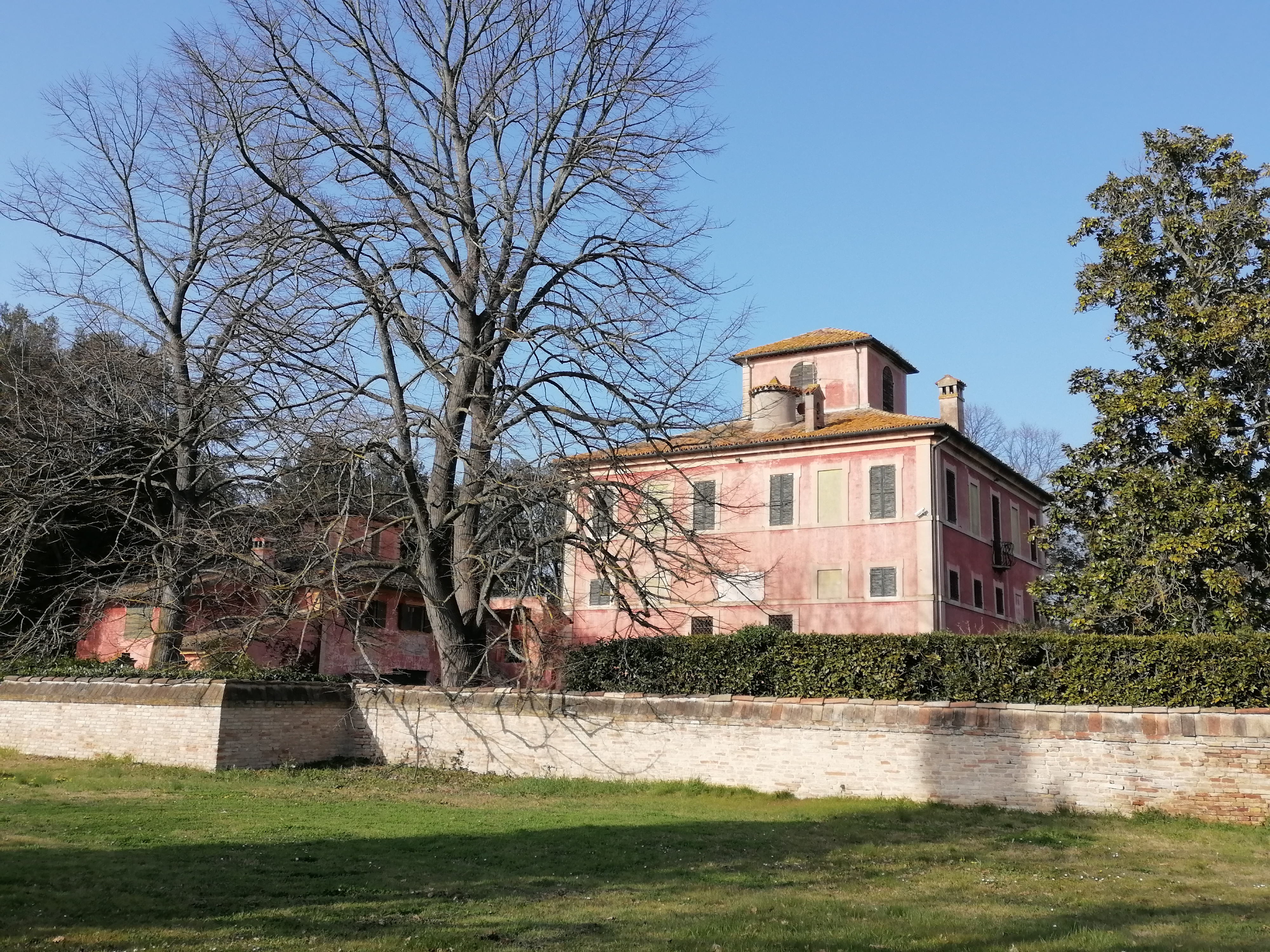
Villa Aja Murata, già dei Colocci
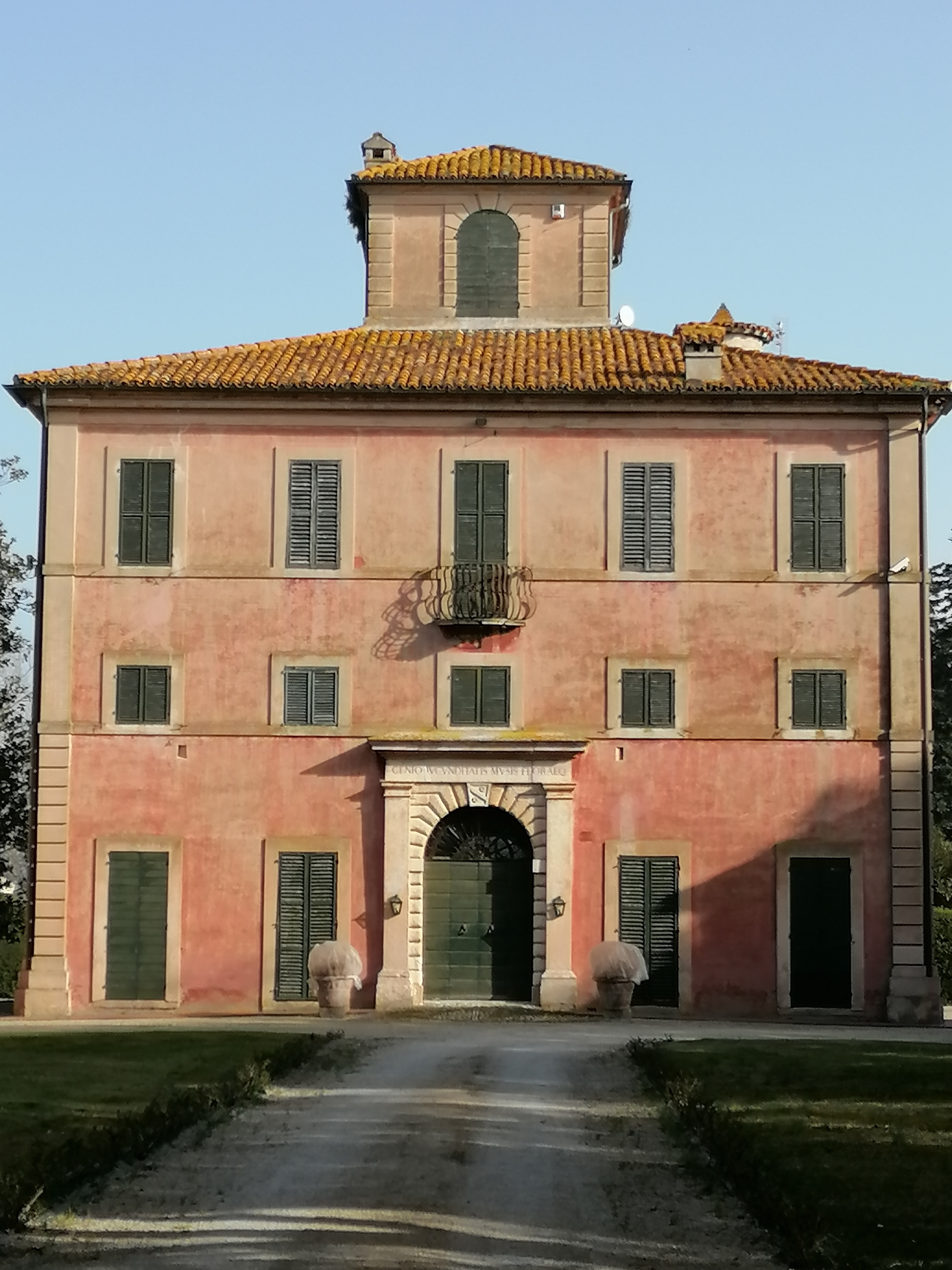
Villa Aja Murata, già dei Colocci